# Mars-la-Tour
Mars-la-Tour is een gemeente in het Franse departement Meurthe-et-Moselle in de regio Grand Est. De gemeente telde 885 inwoners op 1 januari 2022.

## Geschiedenis
Op 16 augustus 1870 werd de Slag bij Mars-la-Tour uitgevochten als onderdeel van de Frans-Pruisische Oorlog. Twee Pruisische korpsen stuitten nabij de plaats op het volledige Franse Rijnleger en wisten dit terug te dringen naar de forten van Metz. Hieraan herinneren verschillende monumenten in de gemeente:
- Monument met ossuarium voor 1.500 gesneuvelde Franse soldaten
- Stèle voor de gesneuvelden van het 1e en 2e Pruisische garderegiment dragonders op de gemeentelijke begraafplaats
- Monument voor het 1e Pruisische garderegiment dragonders

De Spoorlijn Longuyon - Onville en Pagny-sur-Moselle bereikte in 1876 Mars-la-Tour en er werd een klein passagiersstation gebouwd. Op 30 augustus 1919 kwam bij een botsing tussen een kolentrein en een goederentrein een conducteur om het leven. Het station is inmiddels opgeheven.
Op 3 augustus 1914 bij de eerste gevechten van de Eerste Wereldoorlog stonden Duitse troepen tegenover de 83ste Franse infanteriebrigade, wiens missie het was om de toegang naar Metz in het Reichsland Elzas-Lotharingen te forceren.
Mars-la-Tour was opnieuw het toneel van zware gevechten tijdens de Slag om Metz in september 1944. De vijfde divisie van het Derde Amerikaanse leger vocht hier tegen de 462ste Duitse divisie.
De gemeente maakt deel uit van het arrondissement Briey en sinds 22 maart 2015 van het op die dag opgerichte kanton Jarny. Daarvoor hoorde het bij het kanton Chambley-Bussières, dat toen opgeheven werd.

## Geografie
De oppervlakte van Mars-la-Tour bedroeg op 1 januari 2022 12,64 vierkante kilometer; de bevolkingsdichtheid was toen 70 inwoners per km².

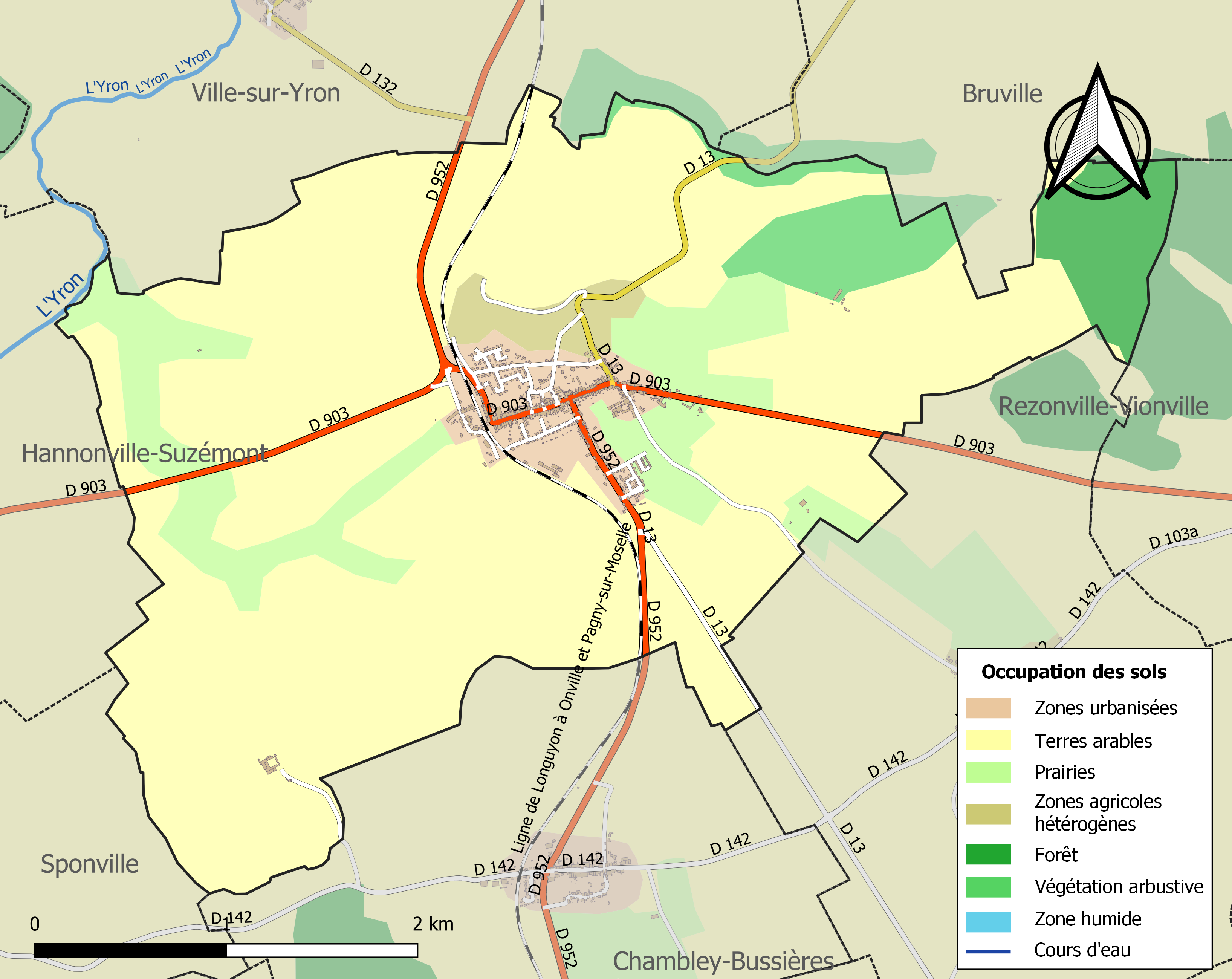
Kaart van de gemeente met de belangrijkste infrastructuur, bodemgebruik en omliggende gemeenten

## Demografie
De figuur toont het verloop van het inwonertal (bron: INSEE-tellingen).